# Sparisoma griseorubrum
Sparisoma griseorubrum is een  straalvinnige vissensoort uit de familie van papegaaivissen (Scaridae). De wetenschappelijke naam van de soort is voor het eerst geldig gepubliceerd in 1982 door Cervigón.
De soort staat op de Rode Lijst van de IUCN als Onzeker, beoordelingsjaar 2009.